# El hueso
El hueso es una película española de comedia de 1968, coescrita y dirigida por Antonio Giménez-Rico y protagonizada en los papeles principales por Cassen y Charo López, en su primer papel protagonista.
La película pretendía ser una parodia sobre El Cid Campeador, pero la censura prohibió el guion inicial y su rodaje en Burgos, para que el público no reconociese la historia.
Por su papel de Rosario en el film, Charo López fue galardonada con el Premio Antonio Barbero otorgado por el Círculo de Escritores Cinematográficos.

## Sinopsis
En una pequeña ciudad castellana se descubre que un noble francés tiene en su poder un hueso de la mano del héroe local Nuño Pérez de Gormar. A partir de ese momento los vecinos y las fuerzas vivas de la población abandonan sus quehaceres diarios para recuperar lo que consideran un símbolo de su glorioso pasado.

## Reparto
- Cassen	...	Antonio Fernández
- Charo López ... Rosario
- José Franco ... El Alcalde
- José Orjas ... Don Rodrigo
- Mercedes Borqué ... Doña María Josefa
- José María Caffarel ... Don Enrique
- Luisa Rodrigo
- Alfonso del Real ...	Don Carmelo
- Víctor Fuentes ... Don Alfredo
- Rafael Borqué
- Emilio Laguna	...	Sereno
- José María Resel
- Lola Lemos
- Julia Lorente
- María Elena Flores
- Manuel Andrés
- Emiliano Redondo
- Antonio Cerro
- Antonio Cintado
- Mercedes Juste
- Miguel Granizo
- Juan Cazalilla
- María Álvarez
- Francisco Merino
- Ramón Navarro
- Salvador Orjas
- Manuel Sierra
- Francisco Llinás
- Rafaela Aparicio ...	Mujer entrevistada en el mercado
- Laly Soldevila ... Eloísa
- Florinda Chico ... Cantante